# Dialogue entre l'Église orthodoxe et la Communion anglicane

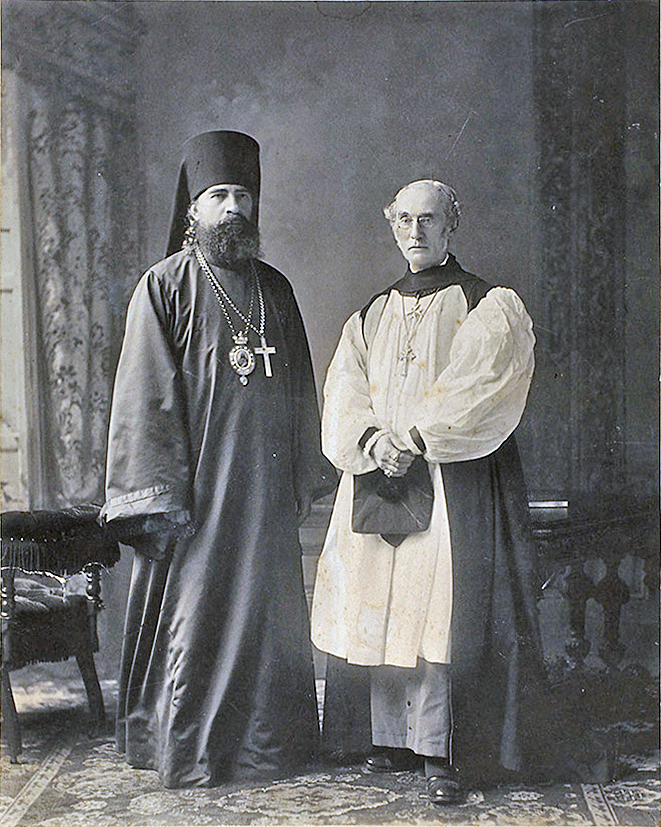
Archevêque Antonin (Vadkovski) et archevêque d'York William Maclagan, 1897.

Un dialogue interconfessionnel entre l'Église orthodoxe et la Communion anglicane existe officiellement depuis les années 1970 en vue d'améliorer leurs relations et de résoudre les différends doctrinaux.
Ce dialogue est mené en particulier au sein de la Commission mixte pour le dialogue théologique entre la Communion anglicane et l'Église orthodoxe.
Des obstacles importants sont survenus dans le dialogue anglican-orthodoxe lorsqu'une partie de la Communion anglicane a décidé d'ordonner des femmes prêtres ou évêques, ou de modifier la doctrine concernant l'homosexualité. En septembre 2010, l'Église orthodoxe de Russie, qui avait auparavant rompu le contact avec les Églises anglicanes des États-Unis et de Suède, a ainsi menacé de mettre fin au dialogue avec la Communion anglicane, dénonçant le "libéralisme et le relativisme" prévalant dans certaines Églises, et l'introduction de l'ordination de femmes

## Historique

### Réunions de la Commission mixte
- 6-13 juillet 1973 Rencontre à Orford
- 26 juillet-1er août 1976 Rencontre à Moscou
- 27 juillet-1er août 1977 Rencontre à Cambridge
- 13-18 juillet 1978 Rencontre à Athènes
- 14-21 juillet 1980 Rencontre à Llandaff-Cardiff
- 20-27 juillet 1981 Rencontre à Chambésy
- 21-23 mai 2008 Rencontre à Istanbul
- 30 août-7 septembre 2010 Rencontre à Oxford